# Om Sung-chol
Om Sung-chol (* 22. Februar 1986) ist ein ehemaliger nordkoreanischer Eishockeyspieler.

## Karriere
Om Sung-chol trat für die nordkoreanische Nationalmannschaft erstmals bei der Weltmeisterschaft 2009 in der Division II an, als die Mannschaft ohne Punktgewinn den Abstieg hinnehmen musste. Im Folgejahr spielte er in der Division III und stieg mit dem Team umgehend wieder auf. Da die Nordkoreaner an der Weltmeisterschaft im Folgejahr aus finanziellen Gründen nicht teilnahmen, spielte er auch 2012 und 2013 in der untersten Spielklasse. Bei beiden Turnieren verpassten die Nordkoreaner als Zweiter (2012 hinter der Türkei und 2013 hinter Südafrika) nur jeweils um einen Platz den Aufstieg in die Division II. Anschließend beendete er seine Karriere.
Auf Vereinsebene spielte Om für Kimchol in der nordkoreanischen Eishockeyliga.

## Erfolge und Auszeichnungen
- 2010 Aufstieg in die Division II bei der Weltmeisterschaft der Division III, Gruppe B